# Zentralanstalt für Meteorologie und Geodynamik

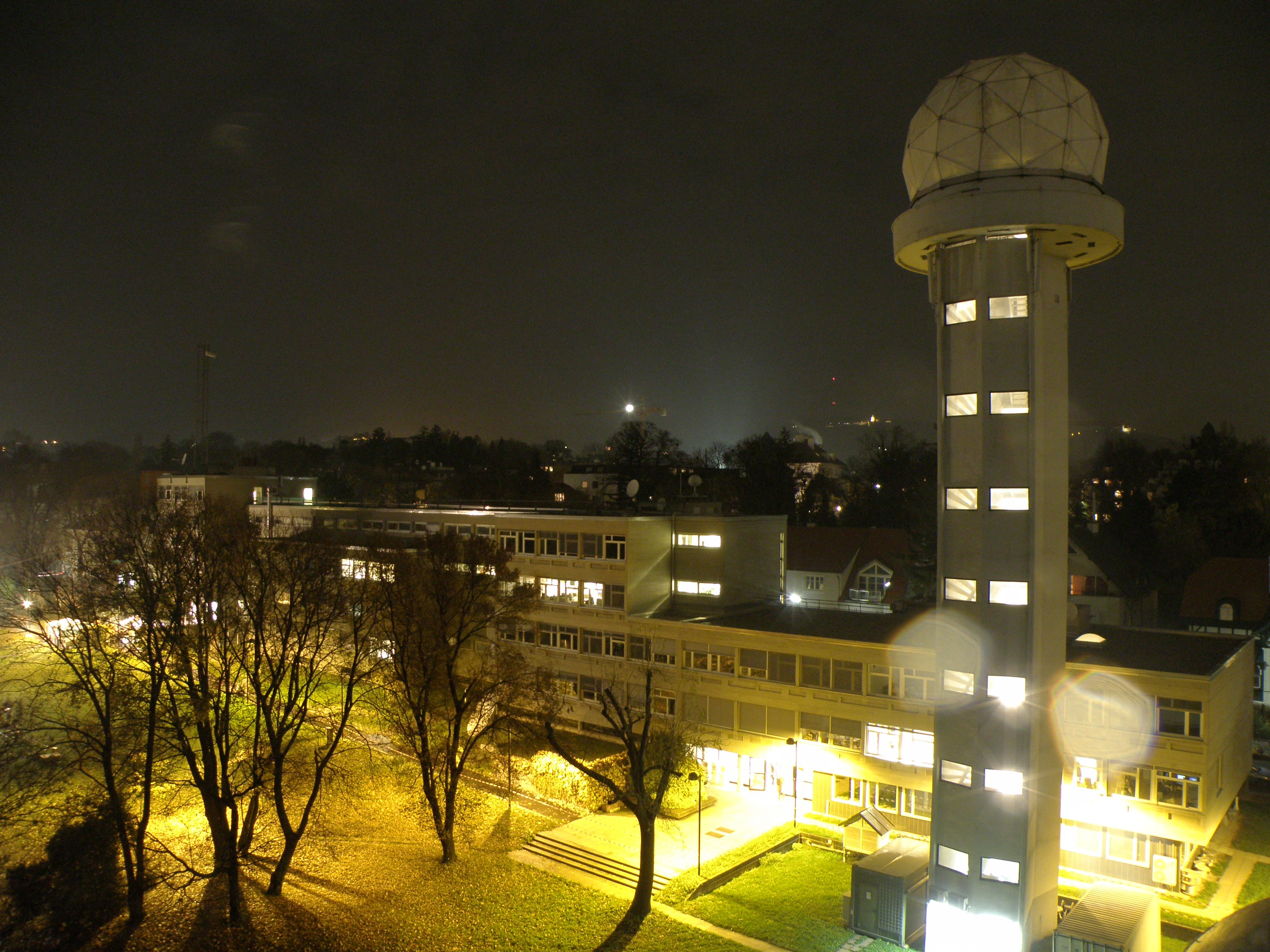
Veduta notturna della sede centrale di ZAMG nella capitale austriaca

Zentralanstalt für Meteorologie und Geodynamik (ZAMG) è l'istituto centrale di meteorologia e geodinamica, l'ente che svolge la funzione di servizio meteorologico e geofisico nazionale per l'Austria. Essendo stato fondato nel 1851, risulta il primo servizio meteorologico nazionale moderno del mondo per anno di fondazione. La sua sede centrale dal 1872 è a Vienna-Döbling, Hohe Warte 38, dove è ubicato anche l'osservatorio meteorologico di Vienna Hohe Warte. Oltre alla sede centrale presente nella capitale austriaca, sono da annoverare sedi periferiche a Salisburgo, Innsbruck, Klagenfurt e Graz, oltre all'osservatorio meteorologico di Sonnblick e all'osservatorio Conrad di Muggendorf che si occupa prettamente di sismologia e di geofisica.